# David Heinemeier Hansson
Pour les articles homonymes, voir Hansson et DHH.
David Heinemeier Hansson, né le 15 octobre 1979 à Copenhague au Danemark, est un programmeur danois et le créateur du framework web Ruby on Rails et du wiki Instiki. Il est aussi l'un des associés de la société américaine 37signals, basée à Chicago.

## Biographie

### Enfance
Hansson découvre l'informatique dans son enfance et s'intéresse aux jeux vidéo pendant son adolescence. Il fonde plusieurs sites consacrés à ce divertissement, dont quake3.dk et le site d'actualités sur les jeux en ligne et communautés Daily Rush.

### Carrière dans la programmation
En 2001, il est embauché par Jason Fried de la société 37signals (qui devient Basecamp en 2014) alors que Hansson lui propose de l'aide sur de la programmation en PHP. Il utilise alors le langage Ruby, encore confidentiel, afin d’accélérer les processus de développement au sein de l'entreprise. Il développe alors le framework web Ruby on Rails qu'il publie de façon libre comme un projet séparé de Basecamp.
En 2005, il est récompensé hacker de l'année par Google et O'Reilly. Il déménage du Danemark vers Chicago en novembre 2005.
Hansson apparaît sur la couverture du Linux Journal de juillet 2006 à l'occasion d'une interview. Le même mois le magazine Business 2.0 le place 34e sur les « 50 personnes qui comptent aujourd'hui ».

### Carrière automobile
David Heinemeier Hansson est également connu pour sa passion pour l'automobile. En juillet 2010, la presse révèle que Hansson a commandé l'exemplaire unique de la supercar Pagani Zonda HH. En 2022, il commande une nouvelle supercar unique, la Koenigsegg Agera HH, dans des teintes similaires à la Pagani.
En 2012, il participe à ses premières 24 Heures du Mans au volant d'une Morgan LMP2-Nissan du Oak Racing. Il remporte la catégorie LMP2 pour la première fois à Mosport lors des American Le Mans Series 2012, puis une seconde fois à Road America. Il participe au total à douze éditions des 24 Heures du Mans entre 2012 et 2025.

## Publications
- (en) Agile Web Development with Rails : A Pragmatic Guide, Pragmatic Bookshelf, juillet 2005, 558 p. (ISBN 0-9766940-0-X) avec Dave Thomas dans la série The Pragmatic Programmers
- (en) Getting Real: The Smarter, Faster, Easier Way to Build a Successful Web Application, co-auteur avec Jason Fried. Editions Currency, 2006, 194 p.  (ISBN 978-0578012810) ;
- (en) Rework, co-auteur avec Jason Fried. Editions Currency, 2010, 288 p.  (ISBN 978-0307463746) ;
- (en) Remote: Office not required, co-auteur avec Jason Fried. Editions Currency, 2013, 256 p.  (ISBN 978-0804137508) ;
- (en) It doesn't have to be crazy at work, co-auteur avec Jason Fried. Editions HarperBusiness, 2018, 240 p.  (ISBN 978-0062874788).